# Coucou gris
Cuculus canorus
Pour les articles homonymes, voir Coucou.
Espèce
Statut de conservation UICN

 LC  : Préoccupation mineure
Le Coucou gris (Cuculus canorus) est une espèce d'oiseaux de la famille des cuculidés. Il doit son nom vernaculaire à son chant. Son comportement est caractérisé par la pratique du parasitisme de couvée. Insectivore, il est de la taille d'un Faucon crécerelle ou d'un Épervier d'Europe.

## Morphologie

### Principales caractéristiques
Le Coucou gris est un oiseau discret, longiligne, de taille moyenne (environ 32-33 cm pour une masse de près de 125 g), avec de longues ailes pointues et une longue queue arrondie. En vol, il ressemble à l’Épervier d'Europe avec des ailes pointues similaires. Il vole avec des battements d’ailes réguliers, les ailes n’étant que très peu soulevées au-dessus du corps. Le bec est alors tendu vers l’avant. Il perche souvent seul, sur les lignes et poteaux, les ailes tombant légèrement, alors que la queue est légèrement relevée. Dans cette position, il a l’air courtaud et court sur pattes.

### Aspect
Les mâles adultes ont la tête, l'encolure et le dos d’un gris bleu sans motif. Sur le dessous, la poitrine gris bleu se distingue nettement du ventre rayé. Les pattes sont jaunes. L’iris et le contour des paupières sont jaune clair. Le bec est gris à l’exception de la base, jaune clair.
Les femelles adultes apparaissent sous deux variantes :
- une variante grise ressemble beaucoup au mâle, avec une robe beige roussâtre allant jusqu’au jaune et des rayures foncées sur la poitrine ;
- une variante brune, plus rare, se compose de tons brun roussâtre sur le dessus et la poitrine. L’ensemble du plumage a des rayures foncées. La queue fait penser à celle du jeune faucon crécerelle et se termine par de bandes blanches. L’iris, le contour des paupières et la base du bec sont brun clair.

Le jeune est gris ardoise avec des tons brun roussâtre. L’ensemble du plumage a des rayures foncées. L’iris est brun foncé, le contour des paupières jaune pâle et la base du bec est claire. Il peut être reconnu à ses taches blanches sur le cou.

## Comportement

### Alimentation

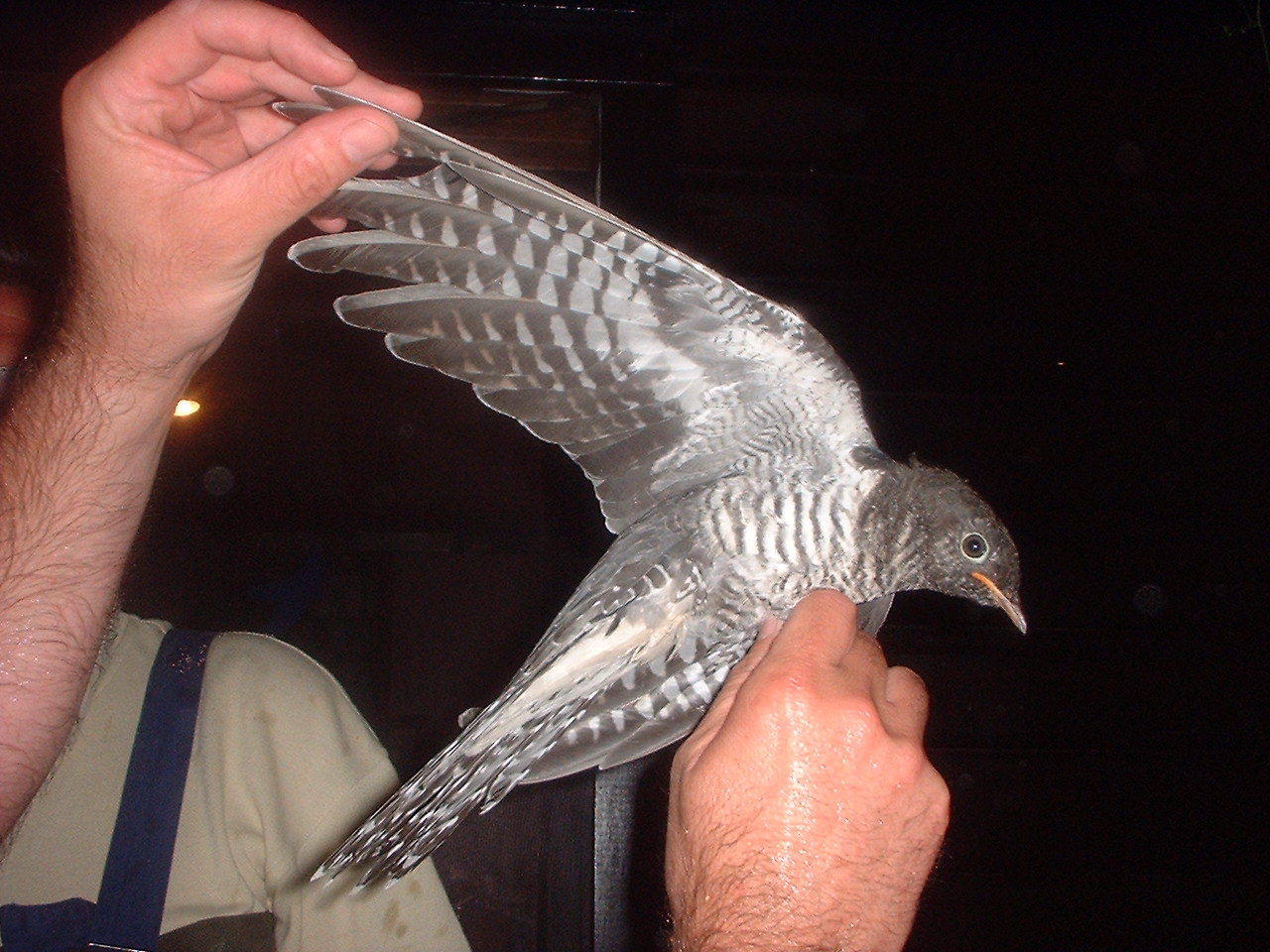
Coucou gris.

Le Coucou gris capture principalement son alimentation au sol. Il se nourrit de grosses chenilles velues (il est le seul oiseau à pouvoir les digérer), de larves et de divers insectes comme des libellules, des criquets et des scarabées. Il consomme également occasionnellement des œufs et des poussins de passereaux. Faute de mieux, il se rabat sur les vers de terre. Sa vue est si perçante qu'il peut repérer la tête d'un lombric à 15 ou 20 mètres.

### Voix
Sonore et clair : « cou-cou », parfois « cou-cou-cou », ou « hachachach » étouffé. Femelle : long trille glougloutant, sonore. « Ssii-ssii-ssii » insistants de jeune réclamant sa nourriture.

### Reproduction
Solitaire lors de la période de nidification, la femelle coucou est polyandre.

#### Nidification

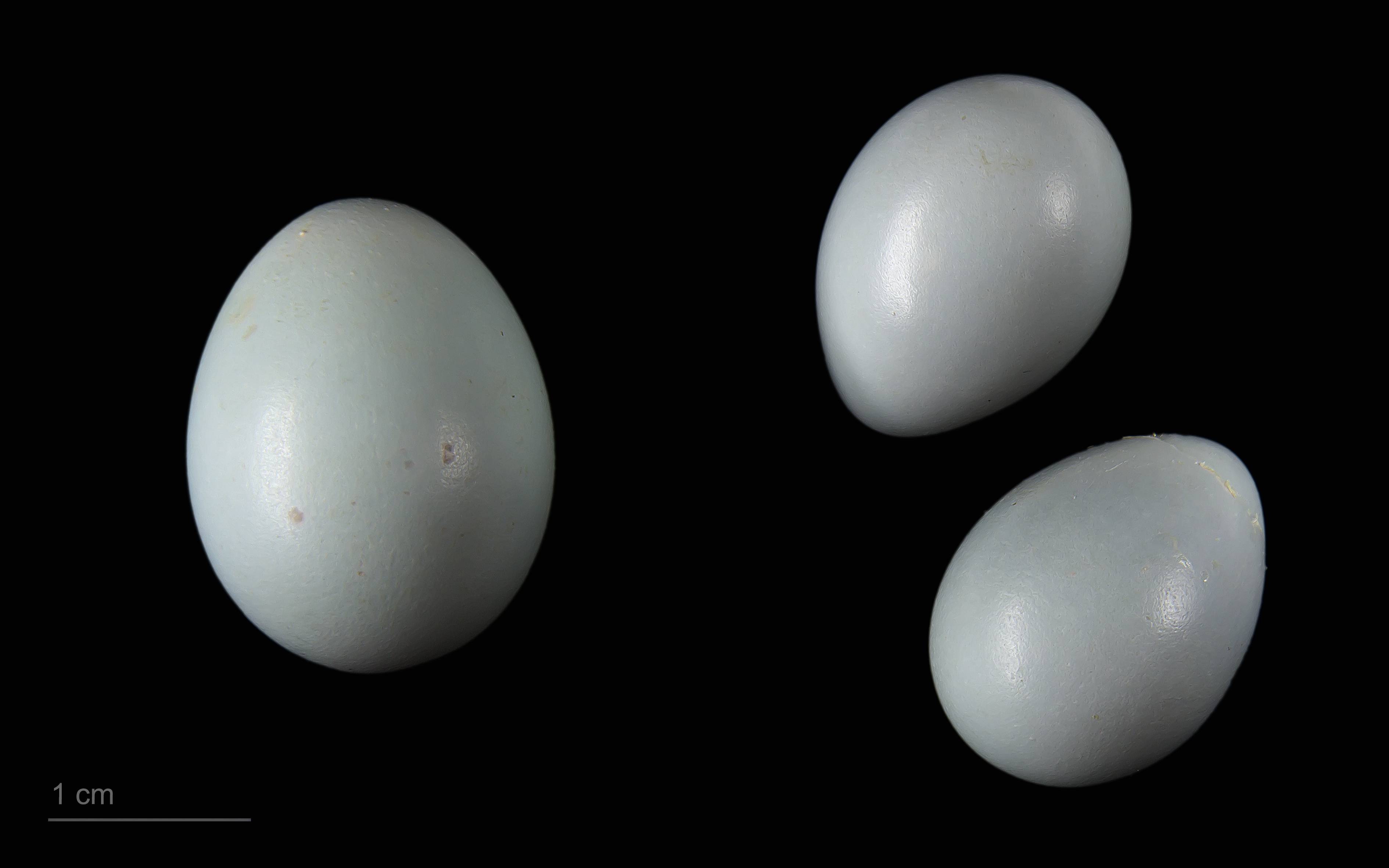
Œuf de Cuculus canorus bangsi dans un nid de Phoenicurus moussieri (muséum de Toulouse).

Perchée sur une haute branche, la femelle attend qu'un oiseau quitte son nid pour aller y pondre, juste avant la saison des couvaisons. Chaque femelle peut pondre jusqu'à 25 œufs (souvent 9) en mai-juin, à raison d'un par nid parasité. L'oisillon, né avant ceux de l'espèce hôte, se fera nourrir et éjectera les autres du nid.

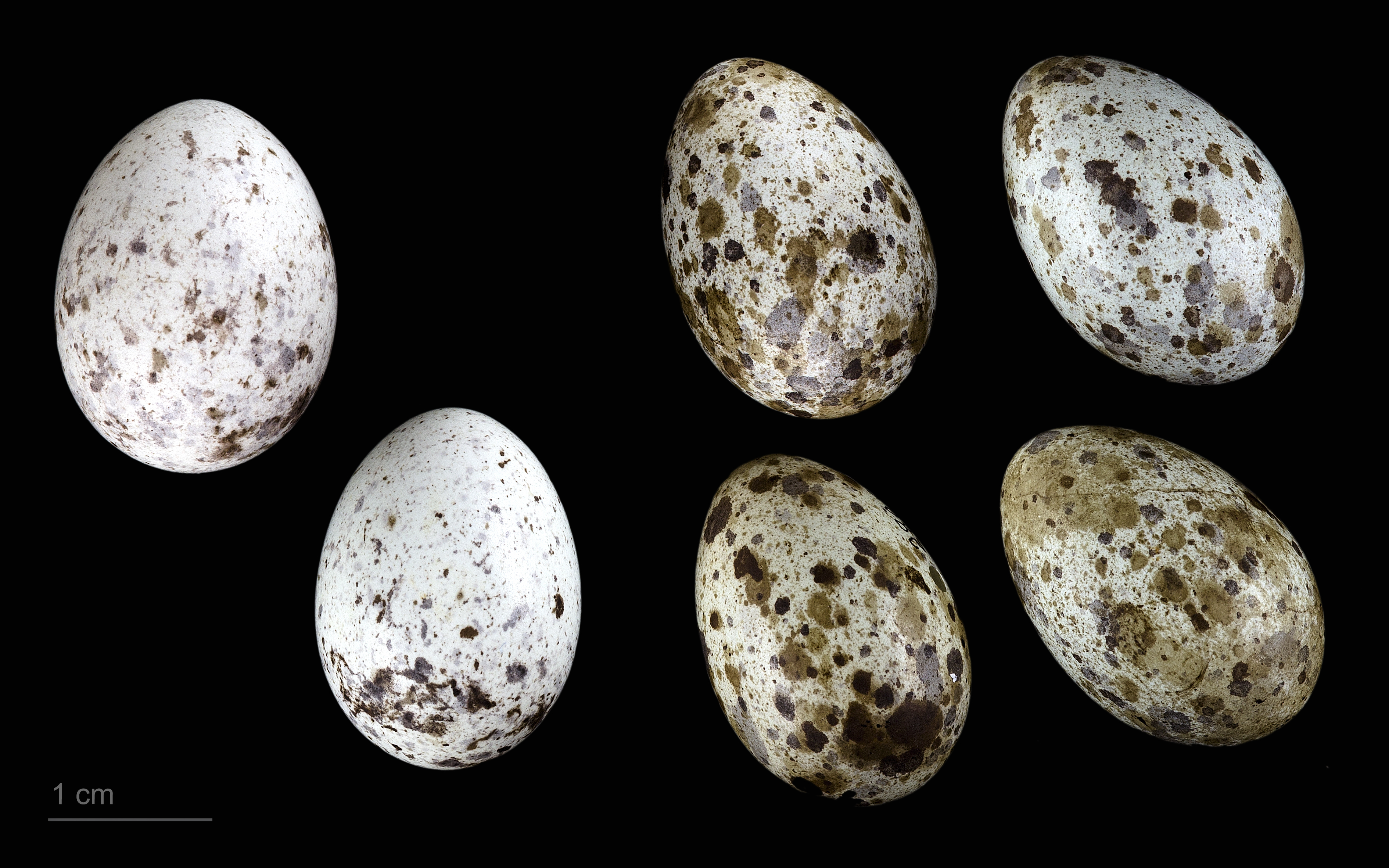
Œufs de Cuculus canorus canorus dans un nid de Acrocephalus arundinaceus (muséum de Toulouse).

Jusqu'au XIXe siècle, on croyait que les parents du nid colonisé par un coucou laissaient mourir leurs propres petits en réservant leurs soins à l'intrus. C'est seulement en 1871 que la dessinatrice animalière Jemima Blackburn découvre que c'est le jeune coucou lui-même qui tue les autres petits en les éjectant du nid.

#### Le parasitisme de couvée
Le Coucou gris pratique le parasitisme de couvée, qui consiste pour la femelle à pondre dans le nid d'une autre espèce afin que celle-ci assure la couvaison de l’œuf puis l'alimentation du jeune individu.
La femelle Coucou gris gobe un œuf dans le nid parasité, avant d'y pondre le sien. Elle peut ainsi tromper ses victimes, qui connaissent spontanément le compte d'œufs de leur couvée, grâce à une aire de peau sensible et dénudée qu'elles ont alors sous le ventre, la plaque incubatrice. Ce repas éclair apporte en outre à l'escamoteuse les protéines et le calcium qu'elle dépensera elle-même : elle pond au printemps jusqu'à une vingtaine d'œufs, répartis dans autant de nids différents. Avant de se livrer à sa mystification, elle s'assure que les parents légitimes sont éloignés : s'ils la prenaient en flagrant délit, ils abandonneraient leur couvée.

#### L'intrus nouveau-né: un tueur aveugle
Il est capital que l'œuf du Coucou gris éclose au bout de 12 jours soit 24 à 48 heures plus tôt que ceux d'une rousserolle : l'imposteur emploie cette avance à jeter hors du nid les œufs de ses concurrents dès les premières heures de sa vie. S'il attendait que ces derniers sortent de leurs coquilles, il lui serait beaucoup plus difficile de les faire rouler sur les parois du nid.

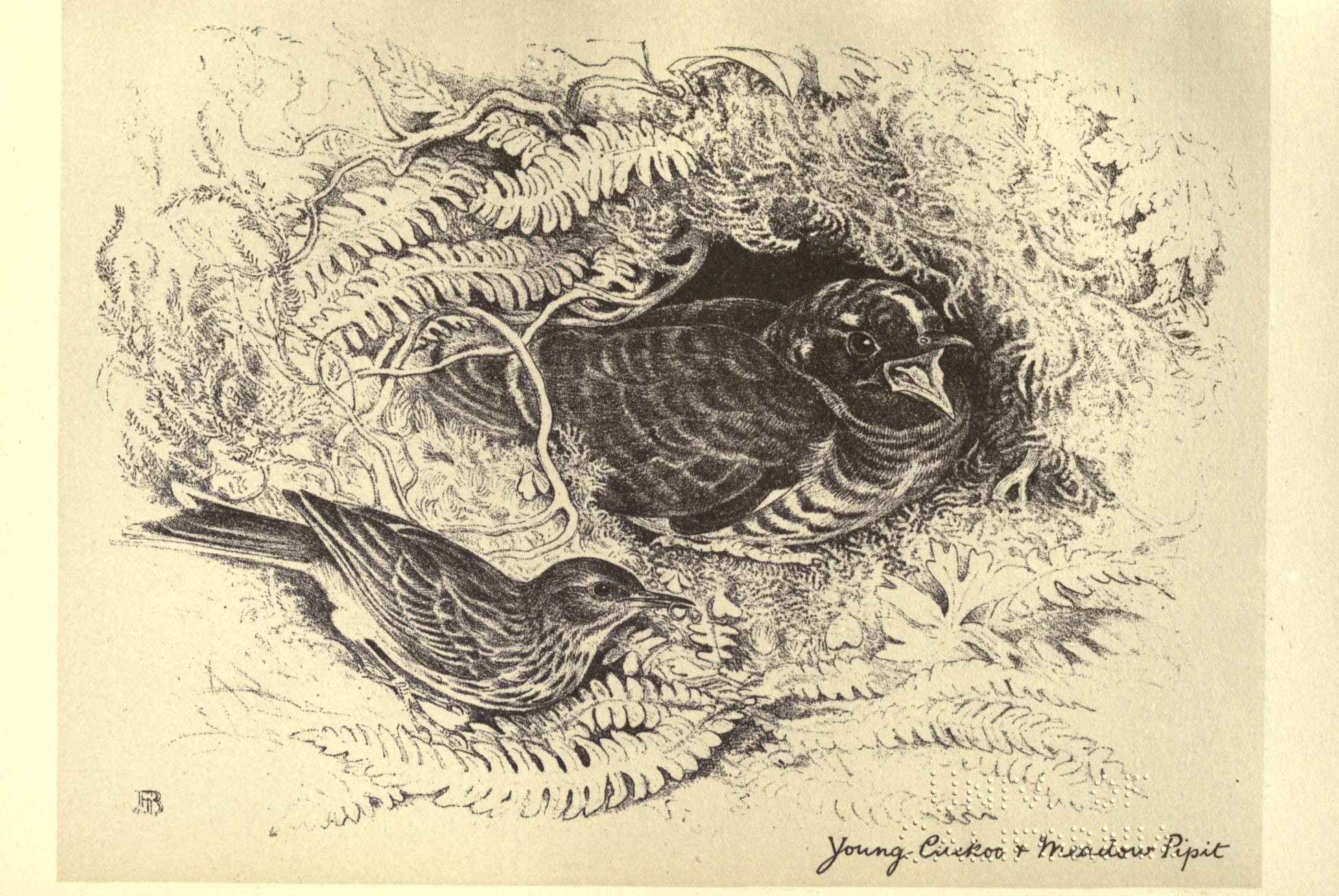
Un pipit farlouse nourrissant un jeune coucou, dessin de Jemima Blackburn, 1895.

L'œuf pèse environ 3 grammes. Le petit coucou ne pèse guère plus de 2 grammes et, s'arc-boutant, hisse parfois des œufs aussi lourds que lui, après les avoir calés dans une concavité de son dos, en forme de cuillère. C'est une zone hypersensible, où tout contact est, semble-t-il, insupportable à l'oisillon : on a pu observer que celui-ci éjecte tout autre objet que l'on introduit dans le nid, jusqu'à la limite de ses forces.
Après la poussée de ses premières plumes, le petit coucou perd totalement cet instinct et devient plus sociable. À un mois, il est 30 fois plus gros. Au moindre choc contre le nid, le bébé coucou ouvre grand son bec dans l'attente du repas. La vue de son gosier rouge orangé déclenche chez ses parents adoptifs une irrépressible pulsion de becquée. Ce stimulus est si puissant que parfois même des oiseaux de passage oublient leur propre nichée pour déposer dans son bec une chenille, un insecte ou un vermisseau. Par la suite, le coucou pépie et s'agite pour accélérer encore le gavage.

Quand une femelle Coucou gris pond par erreur dans un nid inadéquat, il arrive que son petit périsse d'inanition : installé chez des oiseaux granivores, il ne trouve pas dans son régime les protéines animales dont il a besoin. Il meurt aussi de faim dans un nid de linottes, pourtant insectivores, parce que ces oiseaux sont insensibles à son comportement. Ils ont besoin que leurs rejetons leur pincent le bec pour déclencher leur réflexe de nourrissage, ce que le bébé Coucou gris ne fait pas.

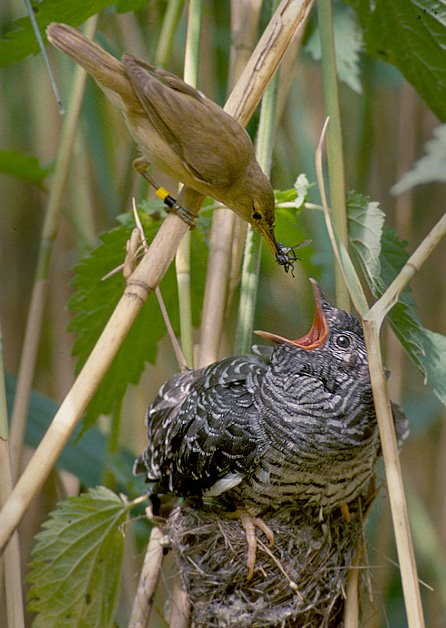
Rousserolle effarvatte nourrissant un poussin Coucou gris.

Dès l'âge de 3 semaines, le petit coucou est deux fois plus lourd que ses nourriciers. Il est alors souvent contraint de quitter le nid et d'exercer sa tyrannie sur le perchoir le plus proche. Ses cris attirent les prédateurs (renards, belettes, rapaces) et 40 % des coucous sont ainsi dévorés entre 3 et 5 semaines. Normalement, au bout de la 4e semaine, le jeune coucou commence à voleter et prend son émancipation. Pendant le mois d'août, il part seul en migration vers l'Afrique. Ses parents naturels s'y rendent un mois plus tôt. Au printemps, ils reviennent toujours sur les lieux qui les ont vus naître et parasitent de préférence l'espèce qui a assuré leur élevage.

#### Espèces victimes
La Rousserolle verderolle, également appelée Rousserolle des marais, n'est qu'une des 50 à 60 espèces de passereaux que le coucou gris parasite en Europe (rousserolle turdoïde, rougequeue noir, bergeronnettes, etc.). La taille du pensionnaire est si impressionnante que souvent ses hôtes hésitent à s'en approcher : le petit les harcèle volontiers à coup de bec pour s'arroger sa ration. Les plus chétifs de ses nourriciers en viennent à se percher sur son dos pour le nourrir plus à l'aise. Selon certains ornithologues, seul un coucou sur vingt parvient à l'âge de s'envoler pour l'Afrique, voyage qui entraîne de nouvelles pertes. La survie de ce parasite repose donc en partie sur sa grande longévité, estimée à une dizaine d'années.
Si l'appétit du Coucou gris le conduit à éliminer la descendance de ses hôtes, il ne va jamais jusqu'à dépeupler le territoire d'une espèce. Faute de nids assez nombreux, la femelle est contrainte d'aller parasiter ailleurs une nouvelle population.

## Répartition et habitat

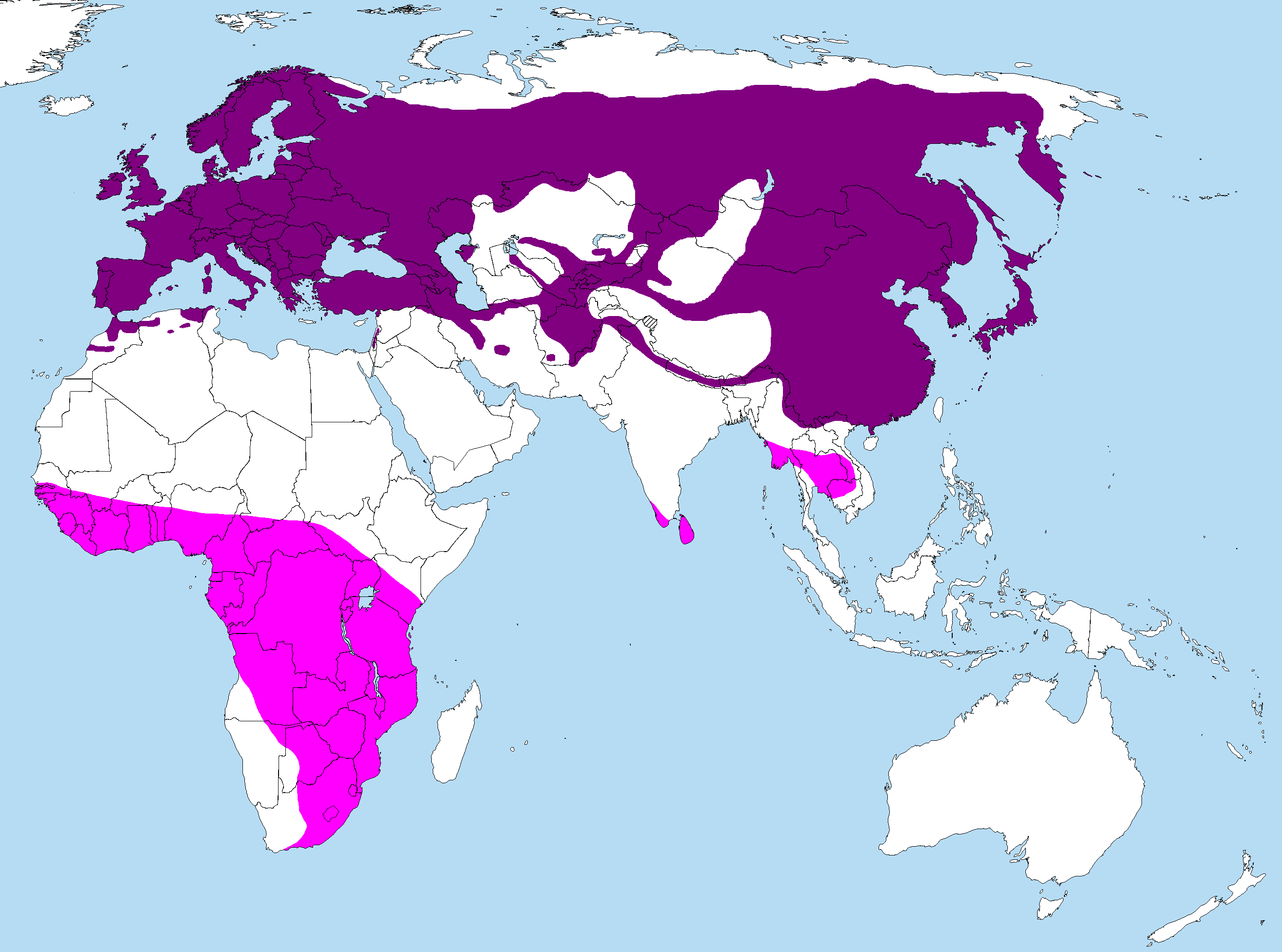
Violet : été.
Rose : hiver.

Le Coucou gris est un migrateur largement répandu. Il se reproduit à la belle saison dans une aire qui comprend l'Europe, presque toute l'Asie et le nord du Maghreb. Ses quartiers d'hiver sont le sud de l'Afrique et l'Asie du Sud-Est.
Son arrivée fin mars en Europe signe le retour du printemps. Il y fréquente les milieux ouverts mais ses pattes zygodactyles comme celles des Picidés trahissent une adaptation forestière ancienne.
On le trouve dans tous les milieux : plaines, régions vallonnées ou montagneuses (jusqu'à 2000 m d'altitude), bois.
Polygame, il effectue divers déplacements d'un milieu à l'autre au cours d'une même saison.
Les Coucous gris ont perdu 25 % de leurs effectifs en France depuis 1989 et constituent une des espèces d'oiseaux ayant le déclin le plus marqué .

## Folklore

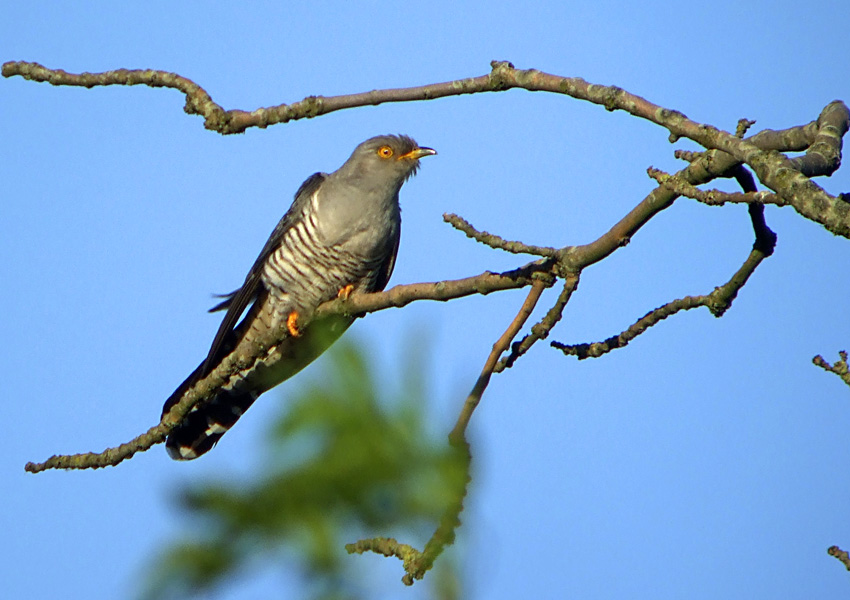
Coucou gris.

En Europe, entendre le chant du coucou est un des signes du retour du printemps. Ce chant particulier a été une source d'inspiration pour des chansons comme, en français par exemple, la chanson pour enfants Dans la forêt lointaine.
Dans certaines régions de France, le folklore raconte que si un promeneur a de l'argent en poche lorsqu'il entend le premier coucou de l'année, il sera riche l'année entière.

#### Bases de référence
- (en) Congrès ornithologique international : Cuculus canorus dans l'ordre Cuculiformes (consulté le 18 mai 2015)
- (fr + en)  Avibase : Cuculus canorus (+ répartition) (consulté le 1er juillet 2015)
- (en) Zoonomen Nomenclature Resource (Alan P. Peterson) : Cuculus canorus  dans Cuculiformes
- (fr) CITES : taxon  Cuculus canorus (sur le site du ministère français de l'Écologie) (consulté le 1er juillet 2015)
- (en) Fauna Europaea : Cuculus canorus Linnaeus, 1758 (consulté le 20 mars 2022)
- (fr + en) ITIS : Cuculus canorus Linnaeus, 1758
- (en) Animal Diversity Web : Cuculus canorus
- (en) NCBI : Cuculus canorus (taxons inclus)
- (fr) Oiseaux.net : Cuculus canorus (+ répartition)
- (en) UICN : espèce Cuculus canorus (consulté le 1er juillet 2015)

#### Autres liens
- La guerre entre coucou et rousserolle, explications sur le comportement parasitaire du coucou
- H. de La Blanchère, Les Oiseaux utiles et les oiseaux nuisibles aux champs, jardins, forêts, plantations, vignes, etc., pages 37 et 85, sur Gallica